# Anne Carr
Anne Carr BVM (* 1934; † 11. Februar 2008) war eine US-amerikanische katholische Ordensschwester, Theologin und Hochschullehrerin.

## Leben
Carr studierte römisch-katholische Theologie am Mundelein College in Chicago und an der Marquette University. 
1958 trat sie der Kongregation der Sisters of Charity of the Blessed Virgin Mary (kurz: ‚Schwestern der Nächstenliebe‘) bei und nahm den Ordensnamen Mary Ann David an. Ihre Dissertation schrieb sie 1971 an der Divinity School der University of Chicago über den deutschen Theologen Karl Rahner. Ab 1975 unterrichtete sie katholische Theologie an der University of Chicago Divinity School. 1984 gehörte sie zu den Unterzeichnern der Kampagne A Catholic Statement on Pluralism and Abortion.

## Werke (Auswahl)
- The Theological Method of Karl Rahner
- A Search for Wisdom and Spirit: Thomas Merton’s Theology of Self
- Transforming Grace: Christian Tradition and Women’s Experience

## Preise und Auszeichnungen (Auswahl)
- John Courtney Murray Award for Excellence in Theology der Catholic Theological Society of America